# Chlebnice
Chlebnice es un municipio del distrito de Dolný Kubín en la región de Žilina, Eslovaquia, con una población estimada a final del año 2024 de 1619 habitantes.
Se encuentra ubicado en el centro de la región, cerca del curso alto del río Váh (cuenca hidrográfica del Danubio) y de la frontera con la República Checa y Polonia.

## Demografía
| Año        | 1994 | 2004    | 2014    | 2024    |
| ---------- | ---- | ------- | ------- | ------- |
| Población  | 1479 | 1598    | 1612    | 1619    |
| Diferencia |      | +8,04 % | +0,87 % | +0,43 % |

| Año        | 2023 | 2024    |
| ---------- | ---- | ------- |
| Población  | 1622 | 1619    |
| Diferencia |      | −0,18 % |